# Antonio Mennini
Antonio Mennini (ur. 2 września 1947 w Rzymie) – włoski duchowny katolicki, arcybiskup, nuncjusz apostolski.

## Życiorys
14 grudnia 1974 otrzymał święcenia kapłańskie z rąk kard. Ugo Poletti i został inkardynowany do diecezji rzymskiej. W 1978 rozpoczął przygotowanie do służby dyplomatycznej na Papieskiej Akademii Kościelnej.
8 lipca 2000 został mianowany przez Jana Pawła II nuncjuszem apostolskim w Bułgarii oraz biskupem tytularnym diecezji Ferentium. Sakry biskupiej 12 września 2000 udzielił mu Sekretarz Stanu kardynał Angelo Sodano.
Następnie w 2002 został przedstawicielem Watykanu w Rosji. Od 2008 reprezentował również Watykan w Uzbekistanie.
18 grudnia 2010 został przeniesiony do nuncjatury w Wielkiej Brytanii.
20 stycznia 2017 został odwołany z placówki w Londynie i skierowany do pracy w watykańskim Sekretariacie Stanu.